# Imma xantharcha
Imma xantharcha är en fjärilsart som beskrevs av Edward Meyrick 1906. Imma xantharcha ingår i släktet Imma och familjen Immidae. Inga underarter finns listade i Catalogue of Life.